# Bhuvanagiri
Bhuvanagiri là một thị xã panchayat của quận Cuddalore thuộc bang Tamil Nadu, Ấn Độ.

## Địa lý
Bhuvanagiri có vị trí 11°28′B 79°38′Đ / 11,47°B 79,63°Đ Nó có độ cao trung bình là 11 mét (36 foot).

## Nhân khẩu
Theo điều tra dân số năm 2001 của Ấn Độ, Bhuvanagiri có dân số 19.876 người. Phái nam chiếm 50% tổng số dân và phái nữ chiếm 50%. Bhuvanagiri có tỷ lệ 71% biết đọc biết viết, cao hơn tỷ lệ trung bình toàn quốc là 59,5%: tỷ lệ cho phái nam là 79%, và tỷ lệ cho phái nữ là 64%. Tại Bhuvanagiri, 12% dân số nhỏ hơn 6 tuổi.